# مادة حيوية المنشأ

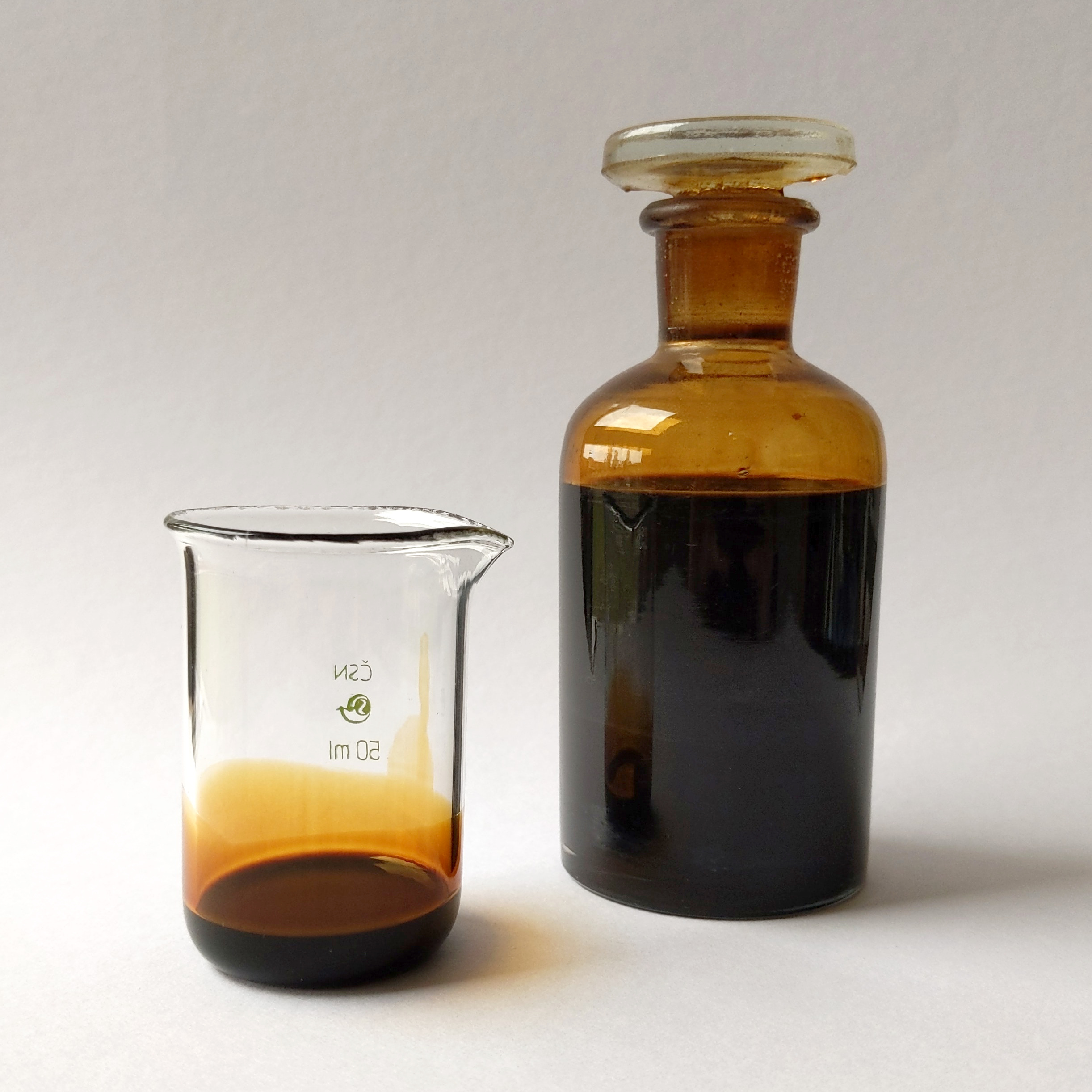
النفط الخام مادة حيوية المنشأ متحولة

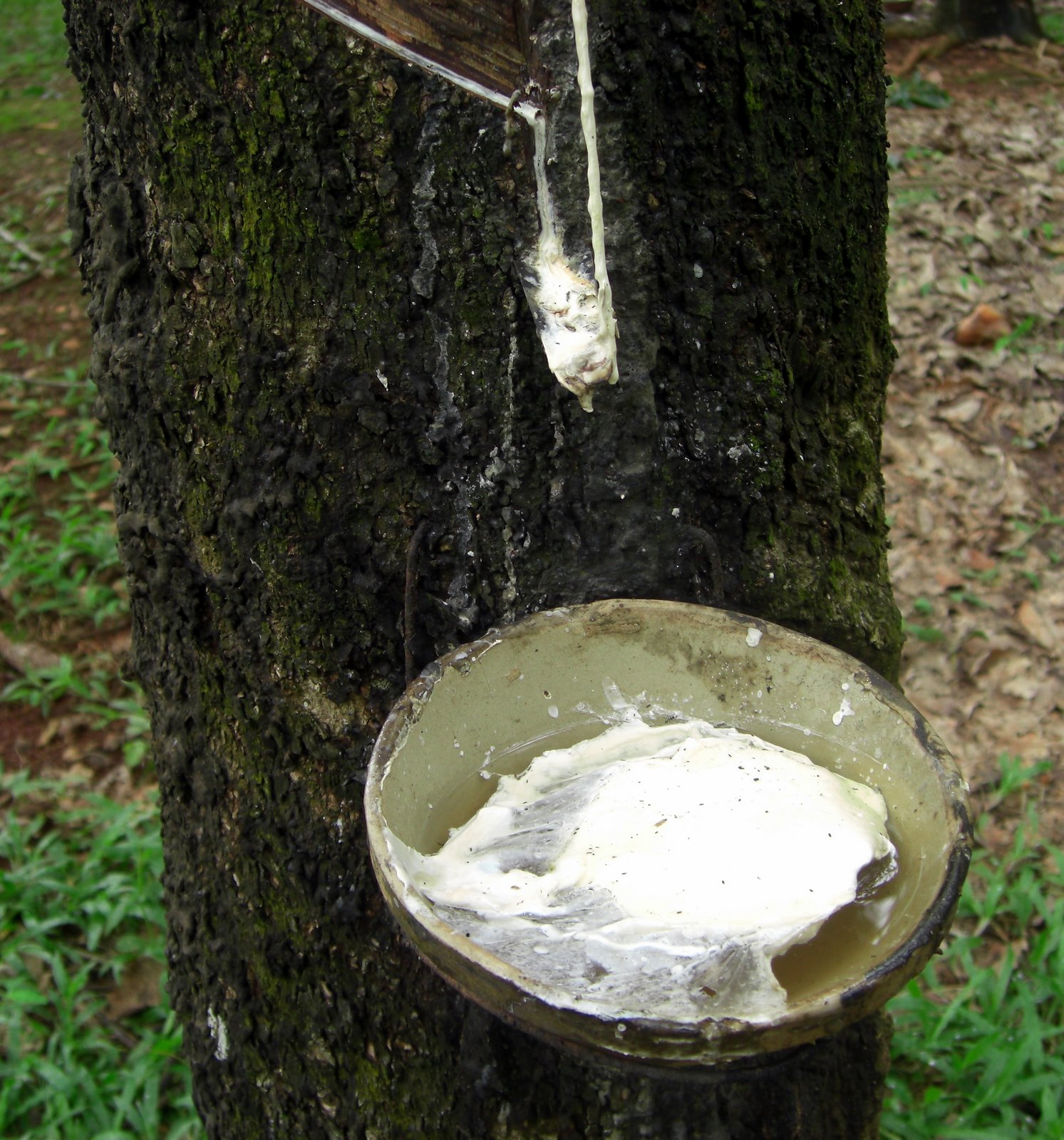
الصمغ الطبيعي، إفراز من شجرة المطاط (الهيفيا) البرازيلية

المادة حيوية المنشأ هي مُنتَج جرى صنعه بواسطة شكل من أشكال الحياة أو صُنعه من أشكال الحياة، أي ليس مُصنَّعًا كيميائيًا. في حين كان المصطلح في الأصل خاصًا بمركبات الأيض التي لها تأثيرات سامة على الكائنات الحية الأخرى، فقد تطور المصطلح ليشمل أي مكونات وإفرازات ومستقلبات من النباتات أو الحيوانات. في سياق علم الأحياء الجزيئي، يُشار إلى المواد حيوية المنشأ بالجزيئات الحيوية. يمكن عزلها وقياسها بشكل عام من خلال استخدام تقنيات الاستشراب (كروماتوغرافيا) ومطيافية الكتلة. بالإضافة إلى ذلك، يمكن نمذجة تحويل المواد حيوية المنشأ وتبادلها في البيئة، وخاصة نقلها في المجاري المائية.
تعتبر مراقبة وقياس المواد حيوية المنشأ ذات أهمية خاصة في مجالات الجيولوجيا والكيمياء الحيوية. تُشتق نسبة كبيرة من الإيزوبرينويدات والأحماض الدهنية الموجودة في الرواسب الجيولوجية من النباتات واليخضور (الكلوروفيل)، ويمكن العثور عليها في العينات التي تعود إلى عصر ما قبل الكمبري. تتمتع هذه المواد حيوية المنشأ بالقدرة على تحمل عملية التشكل في الرواسب، ولكن من الممكن أيضًا تحويلها إلى مواد أخرى. وهذا ما يجعلها مفيدة كعلامات حيوية (واسم حيوي) للجيولوجيين للتحقق من عُمر وأصل وعمليات تحلل الصخور المختلفة.
بدأت دراسة المواد حيوية المنشأ كجزء من الكيمياء الحيوية البحرية منذ ستينيات القرن العشرين، والتي شملت التحقيق في كيفية إنتاجها ونقلها وتحويلها في الماء، وكيف يمكن استخدامها في التطبيقات الصناعية. لوحظ أن جزءًا كبيرًا من المركبات حيوية المنشأ في البيئة البحرية تُنتج بواسطة الطحالب الدقيقة والكبيرة، بما في ذلك البكتيريا الزرقاء. وبسبب خصائص تلك المواد المضادة للميكروبات فهي حاليًا موضوع بحث في كل من المشاريع الصناعية، مثل الدهانات المضادة للأوساخ anti-fouling paints، وفي مجال الطب.

## تاريخ الاكتشاف والتصنيف

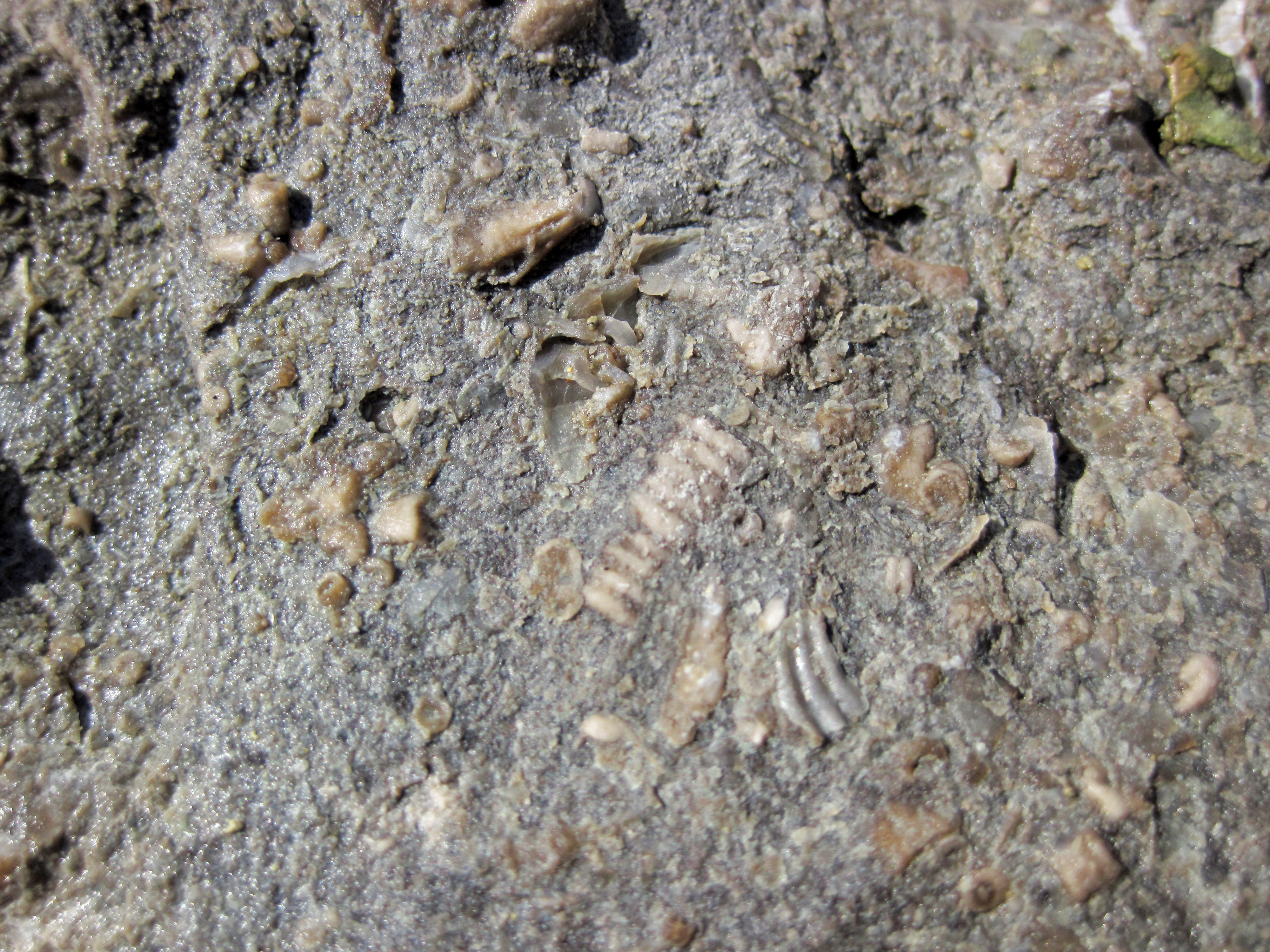
الرواسب حيوية المنشأ: الحجر الجيري الذي يحتوي على الحفريات

خلال اجتماع قسم الجيولوجيا والمعادن التابع لأكاديمية نيويورك للعلوم في عام 1903، اقترح الجيولوجي أماديوس ويليام جراباو نظامًا جديدًا لتصنيف الصخور في ورقته البحثية التي كانت بعنوان: "مناقشة واقتراحات بشأن تصنيف جديد للصخور". ضمن التقسيم الفرعي الأساسي لـ "الصخور الذاتية التكوين" - الصخور المتكونة من خلال العمليات الكيميائية - كانت هناك فئة تسمى "الصخور حيوية المنشأ Biogenic rocks"، والتي كانت تستخدم مرادفة لـ "الصخور العضوية Organic rocks". كانت الفئات الثانوية الأخرى هي الصخور "النارية Igneous" و"الهيدروجينية Hydrogenic".
في ثلاثينيات القرن العشرين، اكتشف الكيميائي الألماني ألفريد إي. تريبز لأول مرة مواد حيوية المنشأ في البترول كجزء من دراساته على البورفيرينات. وبناءً على هذا البحث، كانت هناك زيادة لاحقة في سبعينيات القرن العشرين في التحقيق في المواد حيوية المنشأ في الصخور الرسوبية كجزء من دراسة الجيولوجيا. وقد أمكن تسهيل ذلك من خلال تطوير أساليب تحليلية أكثر تقدمًا، مما أدى إلى تعاون أكبر بين الجيولوجيين والكيميائيين العضويين من أجل البحث في المركبات حيوية المنشأ في الرواسب.
بدأ الباحثون أيضًا في التحقيق في قيام الكائنات الحية الدقيقة بإنتاج تلك المركبات في البيئة البحرية خلال أوائل الستينيات. بحلول عام 1975، كانت مجالات بحثية مختلفة قد طُورت في دراسة الكيمياء الحيوية البحرية، مثل مجالات "سموم البحر والمنتجات الحيوية البحرية والبيئة الكيميائية البحرية". بعد ذلك في عام 1994، عرَّف تيشر وليندكويست المواد حيوية المنشأ على أنها: "مكونات كيميائية تقوم الكائنات الحية بتجميعها (تكوينها) والتي، إذا تجاوزت تركيزات معينة، تُسبب ضررًا مؤقتًا أو دائمًا أو حتى موتًا لكائنات أخرى عن طريق الآثار الكيميائية أو الفيزيائية الكيميائية"، ونشر ذلك في كتابه "Biogene Gifte". كان هذا التركيز في البحث والتصنيف على سُمية المواد حيوية المنشأ يرجع جزئيا إلى مقارنات الفحص الموجزة على السُمية التي جرى استخدامها للكشف عن المركبات النشطة بيولوجيا. ثم جرى توسيع تنوع المنتجات حيوية المنشأ منذ ذلك الحين من المواد السامة للخلايا الجسمية من خلال استخدام التقييمات الصيدلانية والصناعية البديلة.

## في البيئة

### علم البيئة المائية

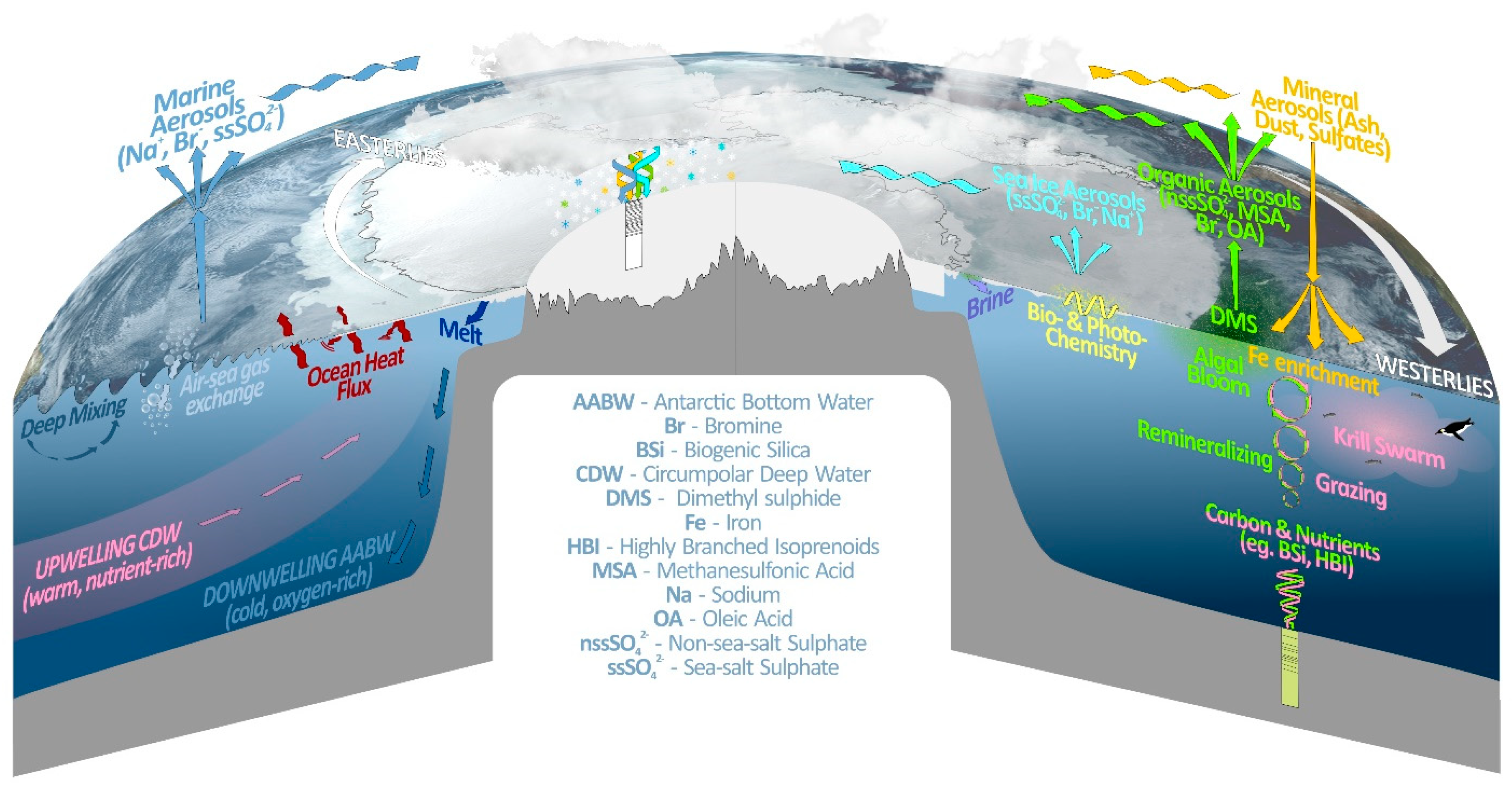
نموذج لحركة المركبات البحرية

من خلال دراسة نقل المواد حيوية المنشأ في مضيق تارتاري في بحر اليابان، لاحظ فريق روسي أن المواد حيوية المنشأ يمكن أن تدخل البيئة البحرية بسبب مصادر خارجية، أو النقل داخل كتل المياه، أو أنها تنشأ من عمليات التمثيل الغذائي داخل الماء. ويمكن أيضا أن تُنفق بسبب التحول الأحيائي العمليات، أو تكوين الكتلة الحيوية بواسطة الكائنات الحية الدقيقة. في هذه الدراسة كانت تركيزات المواد حيوية المنشأ ومُعدل تحولها، أعلى في الطبقة العليا من الماء. بالإضافة إلى ذلك، كانت المواد حيوية المنشأ في مناطق مختلفة من المضيق ذات أعلى نقل سنوي ثابت. كانت تركيزات O2 وDOC و DISi كبيرة في المياه الطبيعية. والمواد حيوية المنشأ التي غالبًا ما يكون لها مدخلات أقل في الحدود الخارجية للمضيق وبالتالي أقل نقل كانت مكونات معدنية ومخلفات من N و P. هذه المواد نفسها تشارك بنشاط في عمليات التحول الحيوي في البيئة البحرية ولها إنتاج سنوي أقل أيضا.

### المواقع الجيولوجية

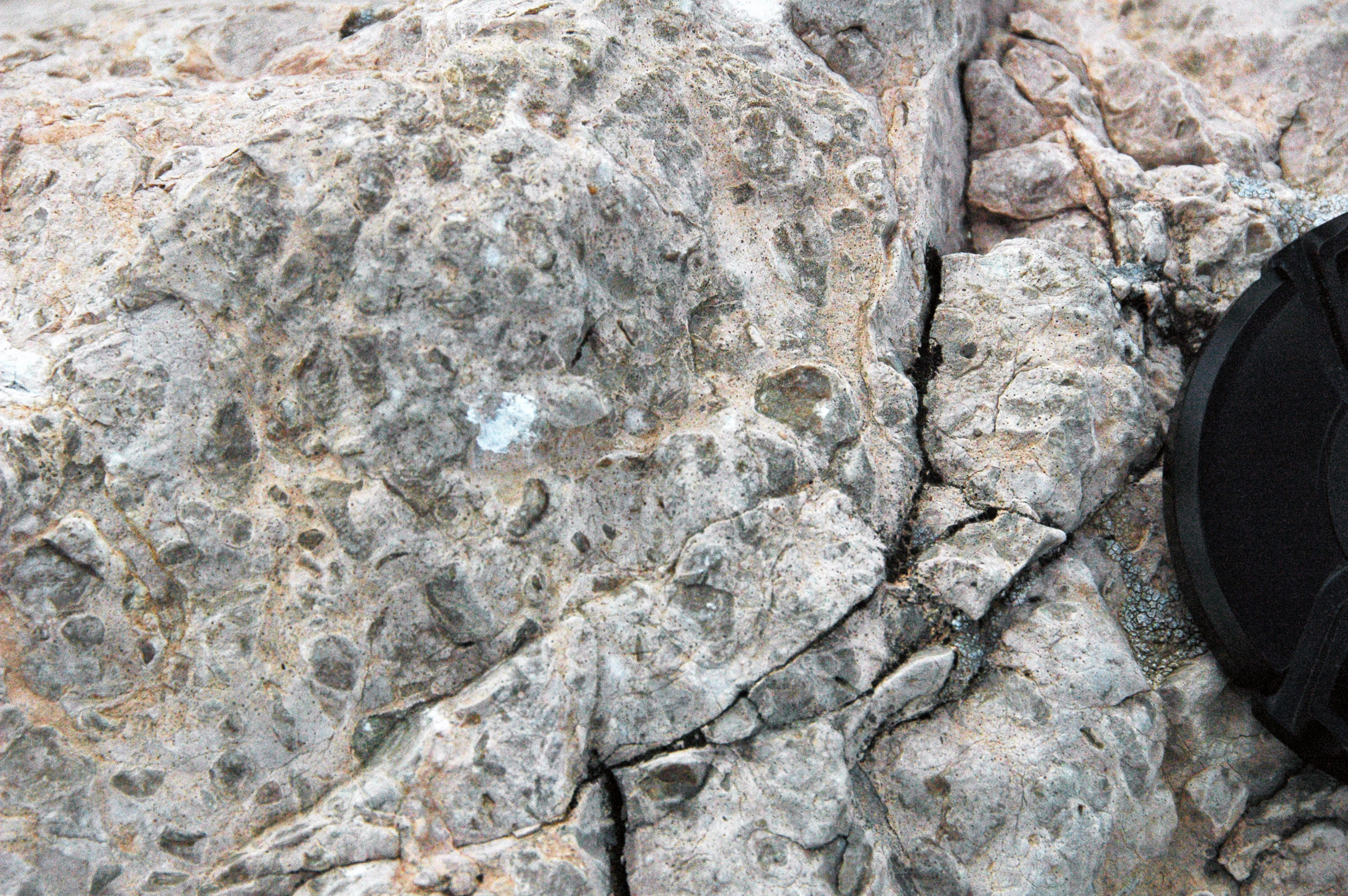
الحجر الجيري الأونكوليتي: يتكون الأونكوليت الكروي عن طريق ترسب كربونات الكالسيوم بواسطة البكتيريا الزرقاء

يهتم علماء الكيمياء العضوية أيضًا بدراسة التكوينات الوراثية للمواد حيوية المنشأ في البترول وكيفية تحولها في الرواسب والحفريات. في حين أن 90% من هذه المادة العضوية غير قابلة للذوبان في المذيبات العضوية الشائعة - والتي تسمى الكيروجين - فإن 10% منها تكون في شكل قابل للذوبان ويمكن استخراجها، حيث يمكن بعد ذلك عزل المركبات حيوية المنشأ. تتمتع الأحماض الدهنية الخطية المُشبعة والأصباغ بالتركيبات الكيميائية الأكثر استقرارًا وبالتالي فهي مناسبة لتحمل التدهور الناتج عن عملية التشخيص ويمكن اكتشافها في أشكالها الأصلية. ومع ذلك، فقد عُثر على الجزيئات الكبيرة أيضًا في المناطق الجيولوجية المحمية. تتضمن ظروف الترسيب النموذجية عمليات إنزيمية وميكروبية وفيزيائية كيميائية بالإضافة إلى ارتفاع درجة الحرارة والضغط، مما يؤدي إلى تحولات المواد حيوية المنشأ. على سبيل المثال، يمكن العثور على الصبغات الناتجة عن نزع الهيدروجين من الكلوروفيل أو الهيمين hemin في العديد من الرواسب على شكل معقدات النيكل أو الفاناديل. كما أن نسبة كبيرة من الإيزوبرينويدات الموجودة في الرواسب مشتقة أيضًا من الكلوروفيل. على نحو مماثل، تنشأ الأحماض الدهنية المشبعة الخطية التي جرى اكتشافها في صخر الزيت الصخري في حفرة ميسيل Messel Pit في ألمانيا من المواد العضوية للنباتات الوعائية.
بالإضافة إلى أن الألكانات alkanes والإيزوبرينويدات التي عُثر عليها في المستخلصات القابلة للذوبان من صخور ما قبل الكمبري، تُشير إلى وجود محتمل للمواد البيولوجية منذ أكثر من ثلاثة مليارات سنة. ومع ذلك، هناك احتمال أن تكون هذه المركبات العضوية غير حيوية بطبيعتها، وخاصة في رواسب ما قبل الكمبري. وفي حين أن عمليات المحاكاة التي أجراها ستوديير وآخرون (1968) لتخليق الإيزوبرينويدات في ظروف غير حيوية لم تُنتج الإيزوبرينويدات ذات السلسلة الطويلة المستخدمة كعلامات حيوية في الحفريات والرواسب، فقد جرى اكتشاف آثار من الإيزوبرينويدات C9-C14. من الممكن أيضًا تصنيع سلاسل البولي إيزوبرينويد بشكل انتقائي باستخدام محفزات مثل Al(C2H5)3 – VCl3. ولكن احتمالية توافر هذه المركبات في البيئة الطبيعية غير مرجحة.

## القياسات

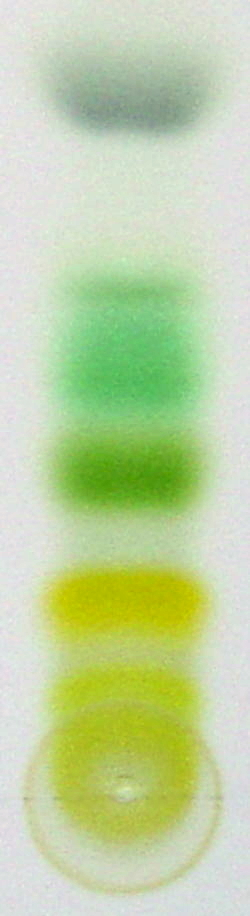
الفصل الاستشرابي للكلوروفيل

يمكن التعرف على الجزيئات الحيوية المختلفة التي تشكل المواد حيوية المنشأ للنبات - وخاصة تلك الموجودة في إفرازات البذور - باستخدام أنواع مختلفة من الاستشراب (كروماتوغرافيا) في بيئة المختبر. لتحديد ملف تعريف المستقلب، يمكن استخدام الاستشراب الغازي مع مطيافية الكتلة للعثور على الفلافونويدات مثل الكيرسيتين. يمكن بعد ذلك التمييز بين المركبات باستخدام أستشراب السائل عالي الأداء ذي الطور العكسي - مطياف الكتلة.
عندما يتعلق الأمر بقياس المواد حيوية المنشأ في بيئة طبيعية مثل المسطحات المائية، يمكن استخدام نموذج CNPSi الهيدروإيكولوجي لحساب النقل المكاني للمواد حيوية المنشأ، في كل من الأبعاد الأفقية والرأسية. يأخذ هذا النموذج في الاعتبار معدل تبادل المياه ومعدل التدفق، ويُعطي قيم معدلات المواد حيوية المنشأ لأي منطقة أو طبقة من المياه لأي شهر. هناك طريقتان رئيسيتان للتقييم: القياس لكل وحدة حجم ماء (ملجم/م3 سنة) وقياس المواد لكل حجم ماء كامل للطبقة (عنصر/سنة). ويستخدم الأسلوب الأول في الغالب لمراقبة ديناميكيات المواد حيوية المنشأ والمسارات الفردية للتدفق والتحولات، وهو مفيد عند مقارنة المناطق الفردية للمضيق أو الممر المائي. الطريقة الثانية تستخدم لتدفقات المواد الشهرية ويجب أن تأخذ في الاعتبار وجود اختلافات شهرية في حجم المياه في الطبقات.
في دراسة الكيمياء الجيولوجية، يمكن عزل المواد حيوية المنشأ من الحفريات والرواسب من خلال عملية كشط وسحق عينة الصخور المستهدفة، ثم غسلها بحمض الهيدروفلوريك بنسبة 40% والماء والبنزين/الميثانول بنسبة 3:1. بعد ذلك تُطحن قطع الصخور ويجري تركيزها في أجهزة الطرد المركزي لإنتاج بقاياها. بعد ذلك تُستخلص المركبات الكيميائية من خلال طُرق الفصل المختلفة بالاستشراب وقياس الطيف الكتلي. ومع ذلك، يجب أن يكون الاستخراج مصحوبًا باحتياطات صارمة لضمان عدم وجود ملوثات الأحماض الأمينية من بصمات الأصابع، أو ملوثات السيليكون من طرق المعالجة التحليلية الأخرى.

## التطبيقات

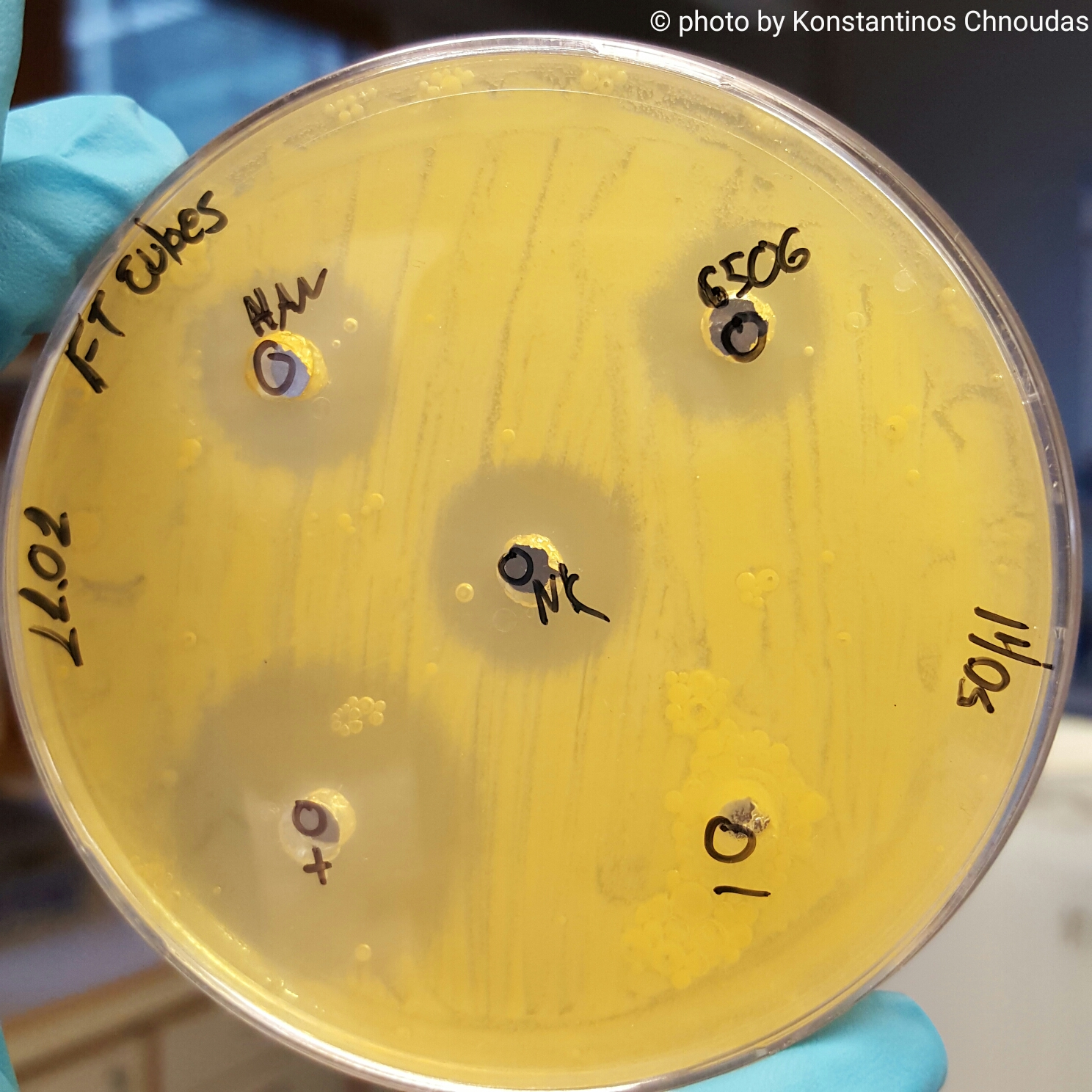
مستخلصات البكتيريا الزرقاء التي تمنع نمو ميكروكوكوس لوتيوس

### دهانات مضادة للأوساخ
عُثر على العديد خصائص مضادات الميكروبات في نواتج الأيض التي تُنتجها الطحالب البحرية. وذلك لأن الكائنات البحرية تنتجها كرادع كيميائي وعلى هذا النحو تحتوي على المركبات النشطة بيولوجيا. الفئات الرئيسية للطحالب البحرية التي تُنتج هذه الأنواع من المستقلبات الثانوية هي البكتيريا الزرقاء (سيانوفيسيا)، وخيصورانية (كلوروفيسيا) والطحالب الحمراء (رودوفيسيا). تشمل المنتجات الحيوية المرصودة ما يلي بوليكيتيدات، وأميدات، وأشباه القلويات، والأحماض الدهنية، وإندولات والببتيدات الدهنية. على سبيل المثال، أكثر من 10 ٪ من المركبات المعزولة من لينجبيا ماجوسكولا Lyngbya majuscula، وهي واحدة من أكثر البكتيريا الزرقاء وفرة، لها خصائص مضادة للفطريات ومضادة للميكروبات. بالإضافة إلى دراسة أجراها Ren وآخرون عام (2002) جري فيها اختبار الفورانون المهلجنة halogenated furanones التي تُنتجها ديليسيا بولكرا Delisea pulchra من طبقة الطحالب الحمراء (رودوفيسيا) ضد نمو العصوية الرقيقة. وعند تطبيقها بتركيز 40 ميكروجرام / مل، منع الفورانون دون تشكيل غشاء حيوي رقيق (بيوفيلم) من البكتيريا وخفض سمك الغشاء الحيوي بنسبة 25 ٪ وكذلك عدد الخلايا الحية بنسبة 63٪.
ومن ثم فإن هذه الخصائص لها القدرة على الاستفادة منها في المواد التي يُصنِّعها الإنسان، مثل صناعة الدهانات المضادة للأوساخ دون استخدام المواد الكيميائية الضارة بالبيئة. هناك حاجة إلى بدائل آمنة بيئيًا لمادة ثلاثي بوتيل القصدير TBT (وهو عامل مضاد للتلوث يعتمد على القصدير) أنها تُطلق مركبات سامة في الماء والبيئة وقد جرى حظرها في العديد من البلدان. يوجد فئة من المركبات حيوية المنشأ التي كان لها تأثير كبير ضد البكتيريا والطحالب الدقيقة التي تسبب التلوث، تُسمى إسترات الأسيتيلين السيسكيتيربينويد التي تُنتجها Caulerpa prolifera (من فئة Chlorophyceae)، والتي لاحظ Smyrniotopoulos وآخرون (2003) أنها تمنع نمو البكتيريا بما يصل إلى 83٪ من فعالية أكسيد TBT.

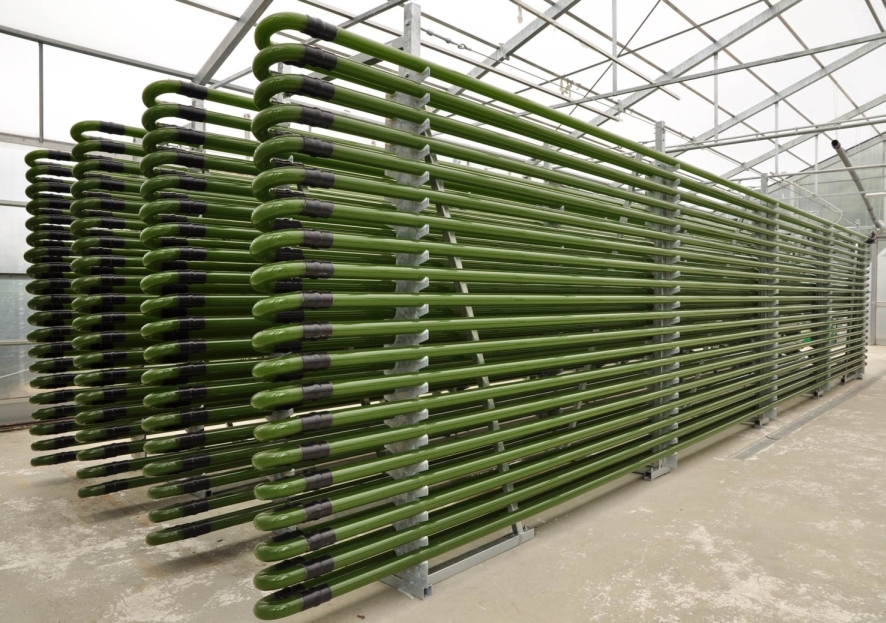
المفاعل الحيوي الضوئي المستخدم لإنتاج نواتج أيض الطحالب الدقيقة

وتهدف الأبحاث الحالية أيضًا إلى إنتاج هذه المواد حيوية المنشأ على المستوى التجاري باستخدام تقنيات الهندسة الأيضية. من خلال الجمع بين هذه التقنيات وتصميم الهندسة الكيميائية الحيوية، يمكن إنتاج الطحالب وموادها حيوية المنشأ على نطاق واسع باستخدام المفاعلات الحيوية الضوئية. يمكن استخدام أنواع مختلفة من الأنظمة لإنتاج منتجات حيوية المنشأ مختلفة.
| نوع المفاعل الحيوي الضوئي                  | أنواع الطحالب المزروعة   | منتج                                                                                                   | مرجع                     |
| ------------------------------------------ | ------------------------ | --- | ------------------------ |
| مادة البولي يوريثين من نوع الأعشاب البحرية | سكيتونيما سب. تيستر 8208 | مضاد حيوي دوديكاببتيد حلقي فعال ضد البكتيريا إيجابية الجرام والفطريات الخيطية والخميرة المسببة للأمراض | تشيتسومون وآخرون. (1998) |
| خزان Stirred tank                          | أغاردهيلا سوبولاتا       | الكتلة الحيوية                                                                                         | هوانج ورور (2003)        |
| Airlift                                    | جيرودينيوم إمبونديكوم    | عديدات السكاريد المكبرتة لتأثير مضاد للفيروسات ضد فيروس التهاب الدماغ والقلب                           | ييم وآخرون. (2003)       |
| مساحة خارجية واسعة النطاق                  | هيماتوكوكس بلوفياليس     | مركب استازانتين                                                                                        | ميغيل (2000)             |

### التصنيف الكيميائي القديم
في مجال التصنيف الكيميائي القديم، يعد وجود المواد حيوية المنشأ في الرواسب الجيولوجية مفيدًا لمقارنة العينات والأنواع البيولوجية القديمة والحديثة. يمكن استخدام هذه العلامات البيولوجية للتحقق من الأصل البيولوجي للحفريات وتعمل كعلامات بيئية قديمة. على سبيل المثال، يشير وجود البريستان إلى أن البترول أو الرواسب من أصل بحري، في حين أن المواد حيوية المنشأ من أصل غير بحري تميل إلى أن تكون في شكل مركبات متعددة الحلقات أو فيتان. توفر العلامات البيولوجية أيضًا معلومات قيمة حول تفاعلات تحلل المواد البيولوجية في البيئات الجيولوجية. إن مقارنة المواد العضوية بين الصخور الجيولوجية القديمة والحديثة تظهر الحفاظ على العمليات الكيميائية الحيوية المختلفة.

### إنتاج الجسيمات النانوية المعدنية

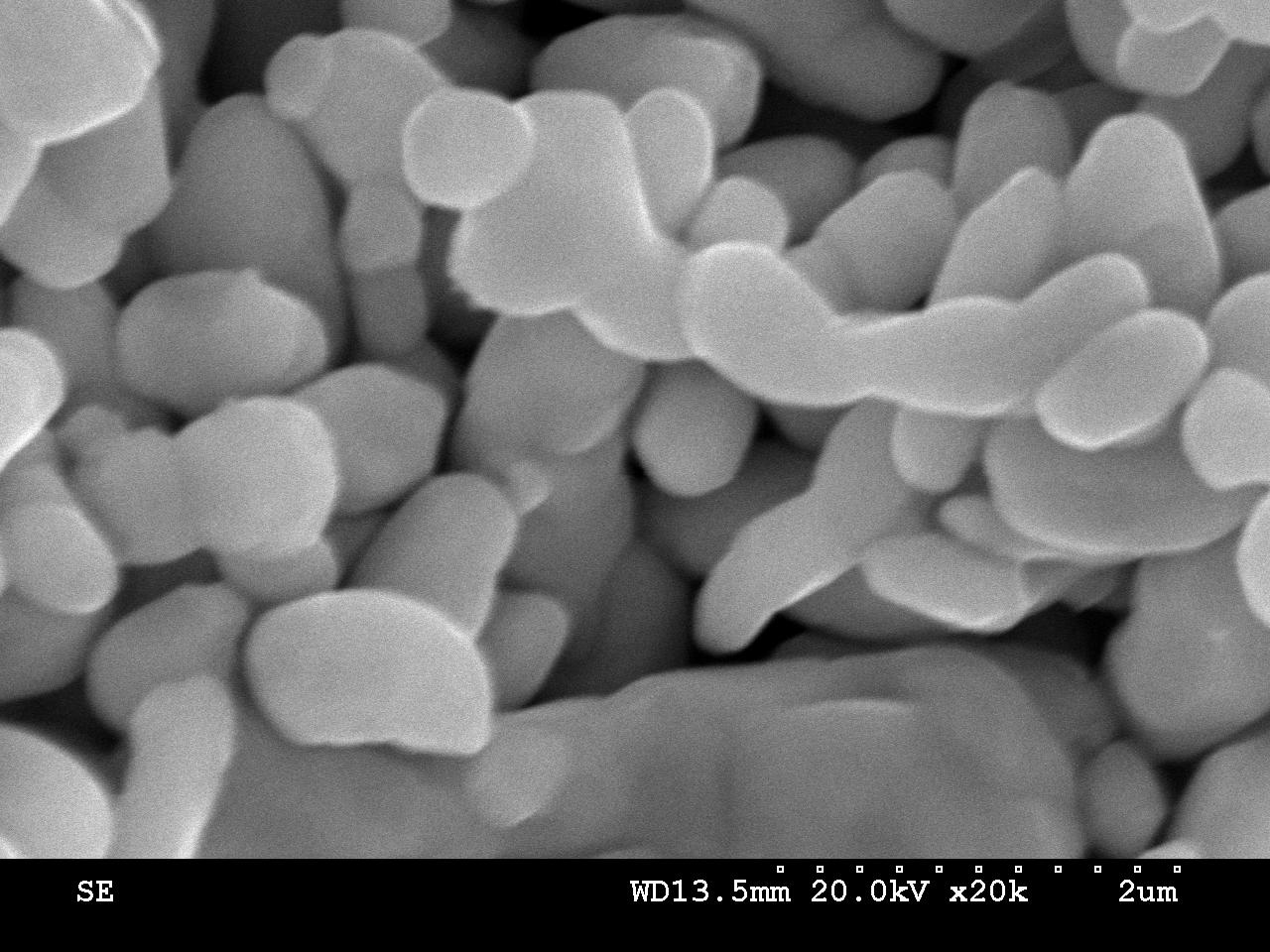
صورة مجهر مسح إلكتروني لجسيمات نانوية من الفضة

يوجد تطبيق آخر للمواد حيوية المنشأ وهو في تركيب الجسيمات النانوية المعدنية. إن الطرق الكيميائية والفيزيائية الحالية المستخدمة لإنتاج الجسيمات النانوية مكلفة وتنتج نفايات سامة ومواد ملوثة للبيئة. بالإضافة إلى ذلك، فإن الجسيمات النانوية المنتَجة يمكن أن تكون غير مستقرة وغير صالحة للاستخدام في الجسم. يهدف استخدام المواد حيوية المنشأ المشتقة من النباتات إلى إنشاء طريقة إنتاج صديقة للبيئة وفعالة من حيث التكلفة. يمكن الحصول على المواد الكيميائية النباتية حيوية المنشأ المستخدمة في تفاعلات الاختزال هذه من النباتات بعدة طرق، بما في ذلك مرق الأوراق المغلي، ومسحوق الكتلة الحيوية، وغمر النبات بالكامل في المحلول، أو مستخلصات عصير الفاكهة والخضروات. لقد ثبت أن عصائر C. annuum تُنتج جسيمات نانوية من الفضة في درجة حرارة الغرفة عند معالجتها بأيونات الفضة وتوفر أيضًا الفيتامينات الأساسية والأحماض الأمينية عند استهلاكها، مما يجعلها عاملًا محتملًا للمواد النانوية. هناك إجراء آخر من خلال استخدام مادة حيوية المنشأ مختلفة: إفرازات البذور المنبتة. عندما تُنقع البذور، فإنها تُطلق بشكل سلبي مواد كيميائية نباتية في الماء المحيط، وبعد الوصول إلى التوازن يمكن خلطها مع أيونات معدنية لتخليق الجسيمات النانوية المعدنية. لقد حقق إفراز M. sativa على وجه الخصوص نجاحًا في إنتاج جزيئات معدنية من الفضة بشكل فعال، في حين أن L. culinaris هو متفاعل فعال في تصنيع جزيئات نانوية من الذهب. يمكن أيضًا تعديل هذه العملية بشكل أكبر من خلال التلاعب بعوامل مثل الرقم الهيدروجيني ودرجة الحرارة وتخفيف الإفرازات وأصل النبات لإنتاج أشكال مختلفة من الجسيمات النانوية، بما في ذلك المثلثات والكرات والقضبان واللوالب. بعد ذلك، تُستخدم هذه الجسيمات النانوية المعدنية الحيوية في التطبيقات كمحفزات، وطلاءات للنوافذ الزجاجية لعزل الحرارة، وفي الطب الحيوي، وفي أجهزة الاستشعار البيولوجي.

## أمثلة

التركيب الكيميائي لـlupeol (triterpenoid مستخلص من النباتات)

- الفحم والنفط من الأمثلة المحتملة للمكونات التي ربما خضعت للتغيرات على مدى فترات زمنية جيولوجية.
- الطبشور والحجر الجيري من الأمثلة على الإفرازات (أصداف الحيوانات البحرية) التي تعود إلى العصور الجيولوجية.
- العُشب والخشب من المكونات حيوية المنشأ ذات الأصل المعاصر.
- اللؤلؤ والحرير والعنبر هي أمثلة على إفرازات ذات أصل معاصر.
- النواقل العصبية الحيوية.

### جدول المركبات حيوية المنشأ المعزولة
| الفئة الكيميائية | المُركب                             | المصدر                                                      | مرجع                                                                                      |
| ---------------- | ---------------------------------- | ----------------------------------------------------------- | ----------------------------------------------------------------------------------------- |
| Lipopeptide      | - Lyngbyaloside - Radiosumin       | - Lyngbya bouillonii - Plectonema radiosum                  | - Klein, Braekman, Daloze, Hoffmann & Demoulin (1997) - Mooberry, Stratman & Moore (1995) |
| Fatty acid       | - Sulfolipid - Linolenic acid      | - Lyngbya lagerheimii - متعاقبة حبيبية                      | - Gustafson et al. (1989) - Ohta et al. (1994)                                            |
| Terpene          | - triterpene ‏                      | - Prochlorothrix hollandica, Messel oil shale               | - Simonin, Jürgens & Rohmer (1996), Albrecht & Ourisson (1971)                            |
| Alkaloid         | - Cylindrospermopsin - Welwistatin | - Cylindrospermopsis raciborskii - Hapalosiphon welwitschii | - Saker & Eaglesham (1999) - Zhang & Smith (1996)                                         |
| Ketone           | - Arborinone                       | - Messel oil shale                                          | - Albrecht & Ourisson (1971)                                                              |

## غير حيوية المنشأ (عكس)
لا تنشأ مادة أو عملية غير حيوية المنشأ نتيجة للنشاط الحالي أو الماضي للكائنات الحية. يمكن أن تكون المنتجات غير حيوية المنشأ عبارة عن معادن، أو مركبات غير عضوية أخرى، بالإضافة إلى مركبات عضوية بسيطة (مثل الميثان خارج الأرض، انظر أيضًا التولد الحيوي).